# Michael Åberg
Michael Åberg, född 1966 spelar gitarr och sjunger bakgrundssång i Göteborgsbaserade bandet Destiny sedan 2005. Innan dess har Åberg spelat i Nostradameus (fyra skivor) 2000-2006.   
Michael Åberg är även verksam som gitarrist och leadsångare i flera rockband som Fancy Pants, Metal Für Alle, 100% ROCK m.fl. Åberg är uppvuxen i Östersund och flyttade 1990 till Göteborg. Han har medverkat i flera TV-program, Europaturnéer, gitarrclinics, m.m. Michael Åberg kom tidigt i kontakt med olika musiker och har bildat band med Magnus Rosén (HammerFall), Michael von Knorring (ex Yngwie Malmsteen), Snowy Shaw (King Diamond, Dream Evil m.fl.), Kristoffer Göbel (ex Destiny, Falconer). Michael Åbergs influenser är främst Deep Purple, Rainbow, Yngwie Malmsteen, Krux, Dream Theater. Åberg har även uppträtt på Göteborgs stora arenor såsom Ullevi och Scandinavium.